# Unterseeboot 71 (1940)
Pour les articles homonymes, voir Unterseeboot 71.
Le Unterseeboot 71 (ou U-71) est un sous-marin (U-Boot) allemand de type VII C de la Kriegsmarine pendant la Seconde Guerre mondiale.

## Historique
Mis en service le 14 décembre 1940, l'U-71 sert initialement comme navire-école de formation, au sein de la 7. Unterseebootsflottille à Kiel.

Le 1er février 1941, l'U-71 devient opérationnel toujours dans la 7. Unterseebootsflottille, à Kiel et à la base sous-marine de Saint-Nazaire en France.
Il réalise sa première patrouille de guerre, appareillant du port de Kiel, le 14 juin 1941, sous les ordres du Kapitänleutnant Walter Flachsenberg. Il rejoint la base sous-marine de Saint-Nazaire le 2 juillet 1941 après dix-neuf jours en mer.
Le 25 juin 1941, la corvette britannique HMS Gladiolus repère l'U-Boot en surface alors qu'il approche d'un convoi, ce qui le force à plonger. L' HMS Gladiolus lui lance trente grenades sous-marines en cinq passes avant d'être aidé par la corvette HMS Nasturtium qui lui jette six grenades sous-marines supplémentaires. L'U-71 s'échappe naviguant en surface. Il a reçu au moins un impact sur le kiosque provenant du HMS Gladiolus[réf. nécessaire].
Le 26 octobre 1941, pendant l'attaque contre le convoi HG-75, l'U-71 attaque l'escorte par un tir de quatre torpilles, sans succès. L'escorte riposte avec des grenades anti-sous-marines pendant sept heures, endommageant l'U-Boot si violemment qu'il doit ajourner sa mission et retourner à son port d'attache.
Le 30 novembre 1941, l'U-71 essuie une attaque dans le golfe de Gascogne à l'ouest de Nantes, à la position géographique de 46° 55′ N, 7° 16′ O par des charges de profondeur lancées d'un bombardier britannique Armstrong Whitworth Whitley (Squadron 502/B). L'U-71 s'en échappe en bon état.
Le 5 juin 1942 à 15 heures 49 minutes, à environ 300 km au large de La Pallice, l'U-71 est visé par un avion australien Short S.25 Sunderland (Squadron 10/U), qui lui lance huit grenades sous-marines peu profondes, puis le mitraille à plusieurs reprises. L'U-Boot s'échappe en plongée, et retourne à La Pallice sous escorte d'un Schnellboot. Il est promptement réparé et retrouve la mer le 11 juin. Deux heures après avoir attaqué l'U-71, le Sunderland est lui-même pris à partie par un avion Focke-Wulf Fw 200 Condor (I/KG 40), les deux avions subissant des dégâts. Deux membres de l'équipage du Sunderland sont légèrement blessés.
Le 12 avril 1943, à 6 heures 25 minutes, dans l'Atlantique, au sud du Groenland, l'U-71 est en observation du convoi ON-176 quand il est contraint de plonger par les tirs d'un destroyer. Ce dernier lui lance trente-huit grenades sous-marines, qui lui causent des dommages mineurs. L'U-Boot, subissant une plongée d'environ six heures, perd le contact avec le convoi.
L'Unterseeboot 71 a effectué dix patrouilles dans lesquelles il a coulé cinq navires marchands pour un total de 38 894 tonneaux et de 366 jours en mer.
Sa dixième patrouille commence  le 27 mars 1943, quittant Saint-Nazaire, sous les ordres de l'Oberleutnant zur See Hardo Rodler von Roithberg et rejoint le port de Königsberg, 36 jours plus tard le 1er août 1943.
Il quitte le service actif le 31 mai 1943 et rejoint le 1er juin 1943 la 24. Unterseebootsflottille à Memel pour servir à l'entraînement des équipages comme navire-école jusqu'au 1er juillet 1944, date à laquelle l'U-71 est affecté à la 22. Unterseebootsflottille à Gotenhafen. 

Il est désarmé en février 1945 à Wilhelmshaven.
 
Le 2 mai 1945, en exécution des ordres de l'amiral Karl Dönitz pour l'Opération Regenbogen, l'U-71 est sabordé dans la Raederschleuse (écluse Raeder (d'après le nom du Grand Amiral Erich Raeder, entrée ouest du port) à Wilhelmshaven, à la position géographique de 53° 31′ N, 8° 10′ E.
Après guerre, l'U-71 est renfloué et démoli.

## Affectations
- 7. Unterseebootsflottille à Kiel du 14 décembre 1940 au 31 mai 1941 (entraînement)
- 7. Unterseebootsflottille à Kiel du 1er juin 1941 au 31 mai 1943 (service actif)
- 24. Unterseebootsflottille à Memel du 1er juin 1943 au 30 juin 1944 (entraînement)
- 22. Unterseebootsflottille à Gotenhafen du 1er juillet 1944 au 1er février 1945 (navire-école)

## Commandements
- Korvettenkapitän Walter Flachsenberg du 14 décembre 1940 au 3 juillet 1942
- Oberleutnant zur See Hardo Rodler von Roithberg du 3 juillet 1942 au 1er mai 1943
- Oberleutnant zur See Uwe Christiansen de juillet 1943 à mai 1944
- Leutnant zur See Erich Krempl du 1er juillet à juillet 1943
- Oberleutnant zur See Curt Hartmann de mai au 7 juin 1944
- Oberleutnant zur See Emil Ranzau du 8 juin 1944 au 27 février 1945

## Patrouilles
|       | Commandant                       | Départ            | Départ        | Arrivée          | Arrivée       | Jours     | Succès   |
| ----- | -------------------------------- | ----------------- | ------------- | ---------------- | ------------- | --------- | -------- |
| 1     | Kptlt. Walter Flachsenberg       | 14 juin 1941      | Kiel          | 2 juillet 1941   | Saint-Nazaire | 19 jours  |          |
| 2     | Kptlt. Walter Flachsenberg       | 2 août 1941       | Saint-Nazaire | 7 septembre 1941 | Saint-Nazaire | 37 jours  |          |
| 3     | Kptlt. Walter Flachsenberg       | 29 septembre 1941 | Saint-Nazaire | 31 octobre 1941  | Saint-Nazaire | 33 jours  |          |
|       | Kptlt. Walter Flachsenberg       | 29 novembre 1941  | Saint-Nazaire | 5 décembre 1941  | Saint-Nazaire | 7 jours   |          |
| 4     | Kptlt. Walter Flachsenberg       | 18 décembre 1941  | Saint-Nazaire | 21 janvier 1942  | Saint-Nazaire | 35 jours  |          |
| 5     | Kptlt. Walter Flachsenberg       | 23 février 1942   | Saint-Nazaire | 20 avril 1942    | La Pallice    | 57 jours  | 38 894   |
|       | Kptlt. Walter Flachsenberg       | 4 juin 1942       | La Pallice    | 6 juin 1942      | La Pallice    | 3 jours   |          |
| 6     | Kptlt. Walter Flachsenberg       | 11 juin 1942      | La Pallice    | 20 juin 1942     | Saint-Nazaire | 10 jours  |          |
| 7     | Oblt. Hardo Rodler von Roithberg | 4 juillet 1942    | Saint-Nazaire | 15 août 1942     | Saint-Nazaire | 43 jours  |          |
| 8     | Oblt. Hardo Rodler von Roithberg | 5 octobre 1942    | Saint-Nazaire | 17 novembre 1942 | Saint-Nazaire | 44 jours  |          |
| 9     | Oblt. Hardo Rodler von Roithberg | 23 décembre 1942  | Saint-Nazaire | 12 février 1943  | Saint-Nazaire | 52 jours  |          |
| 10    | Oblt. Hardo Rodler von Roithberg | 27 mars 1943      | Saint-Nazaire | 1er mai 1943     | Königsberg    | 36 jours  |          |
| Total | Total                            | Total             | Total         | Total            | Total         | 366 jours | 38 894 t |

Note : Kptlt. = Kapitänleutnant - Oblt. = Oberleutnant zur See

### Opérations Wolfpack
L'U-71 a opéré avec les Wolfpacks (meutes de loup) durant sa carrière opérationnelle:
- Grönland (10 août 1941 - 27 août 1941)
- Bosemüller (28 août 1941 - 2 septembre 1941)
- Seewolf (2 septembre 1941 - 3 septembre 1941)
- Breslau (2 octobre 1941 - 29 octobre 1941)
- Seeräuber (21 décembre 1941 - 23 décembre 1941)
- Seydlitz (27 décembre 1941 - 16 janvier 1942)
- Endrass (12 juin 1942 - 16 juin 1942)
- Wolf (13 juillet 1942 - 30 juillet 1942)
- Pirat (31 juillet 1942 - 3 août 1942)
- Steinbrinck (3 août 1942 - 7 août 1942)
- Panther (10 octobre 1942 - 20 octobre 1942)
- Veilchen (20 octobre 1942 - 7 novembre 1942)
- Falke (28 décembre 1942 - 19 janvier 1943)
- Landsknecht (19 janvier 1943 - 28 janvier 1943)
- Hartherz (3 février 1943 - 7 février 1943)
- Adler (7 avril 1943 - 13 avril 1943)
- Meise (13 avril 1943 - 17 avril 1943)

## Navires coulés
L'Unterseeboot 71 a coulé 5 navires marchands pour un total de 38 894 tonneaux au cours des 10 patrouilles (366 jours en mer) qu'il effectua.
| Date           | Nom         | Nationalité     | Tonnage (GRT) | Fait  |
| -------------- | ----------- | --------------- | ------------- | ----- |
| 17 mars 1942   | Ranja       | Norvège         | 6 355         | Coulé |
| 20 mars 1942   | Oakmar      | USA             | 5 766         | Coulé |
| 26 mars 1942   | Dixie Arrow | USA             | 8 046         | Coulé |
| 31 mars 1942   | San Gerado  | Grande-Bretagne | 12 915        | Coulé |
| 1er avril 1942 | Eastmoor    | Grande-Bretagne | 5 812         | Coulé |

### Sources
- (en) Cet article est partiellement ou en totalité issu de l’article de Wikipédia en anglais intitulé « German submarine U-71 (1940) » (voir la liste des auteurs).